# Антоновський Михайло Іванович
Миха́йло Іва́нович Антоно́вський (30 вересня 1759, Борзна — 22 червня 1816, Санкт-Петербург) — російський і український дворянський історик, публіцист, державознавець, перекладач, випускник Києво-Могилянської академії (1779) та Московського університету (1783).

## Біографія
Михайло Іванович Антоновський народився у Борзні на Чернігівщині (Україна) в родині дрібномаєткових дворян. За словами самого Антоновського, його дворянський рід (по батькові) брав початок від французьких графів де-Ланжеронів, один із нащадків яких (Жофруа Арнольдт→Антонович) у XVII столітті перейшов на службу до короля Польщі Казимира V,  а потім до Гетьмана України Богдана Хмельницького. По лінії матері — із "древняго рьцарскаго" роду Рубанових, відомого в т.з. Малоросії (Україні).
Вчився в Київській духовній академії і Московському університеті. Зі студентських років Михайло Антоновський дружив з Миколою Івановичем Новіковим.
Його твір «Більше чи шкоди чи користі принесли Європі хрестові походи?» був удостоєний золотої медалі і привернув увагу до Антоновського так, що 1783 року після закінчення Московського університету Антоновський був викликаний до Санкт-Петербурга на службу при Адміралтейській Колегії.
У Петербурзі М. І. Антоновський очолив «Товариство друзів словесних наук», членом якого став і Олександр Радищев.
Антоновський був керівником і автором колективного історичної праці «Новейшее повествовательное землеописание» (1795) — вельми значного російськомовного твору XVIII століття, яке було заборонена царським урядом за «крамольні думки» про Велику французьку революцію та російську історію. Ґрунтовно опрацював монографію Йоганна Георгі нім. «Beschreibung aller Nationen des Russischen Reichs, ihrer Lebensart, Religion, Gebräuche, Wohnungen, Kleidung und übrigen Merkwürdigkeiten». У підготовленому в 1799 році перевиданні книги російською рос. «Описание всех в Российском государстве обитающих народов, а также их житейских обрядов, вер, обыкновений, одежд, жилищ и прочих достопамятностей» було вміщено нарис Антоновського про Україну, написаний на основі літописів і хронік XVII–XVIII століть, у якому він наголошував, що українці є окремою нацією.
М. І. Антоновський писав публіцистичні статті, видавав журнал «Беседующий гражданин» (1789), у якому брав безпосередню участь російський письменник, філософ та поет О. М. Радіщев.
Важливим внеском Антоновського в російську культуру є колосальна праця у сфері бібліотечної справи. Його робота бібліотекарем у привезеній у Росію бібліотеці Залусських, сприяла збереженню фондів і стала підставою для створення Імператорської публічної бібліотеки.
Останні роки життя Михайло Іванович Антоновський провів у надзвичайній бідності. Помер 22 червня 1816 року в столиці Санкт-Петербурзі. Похований на Смоленському православному кладовищі.